# Підсоколик великий
Підсоколик великий або чеглок (Falco subbuteo) — невеликий хижий птах родини соколових (Falconidae). В Україні гніздовий перелітний птах.

## Зауваження щодо систематики
Підсоколик великий відноситься до роду соколів (Falco). Декілька схожих видів цього роду, що також мають в своїй назві слово «підсоколик», іноді виділяються в окрему групу Hypotriorchis. Загальними ознаками цієї групи є переважно темно-сіре оперення, чорні «вуса» і чорні подовжні плями на череві.

## Зовнішній вигляд

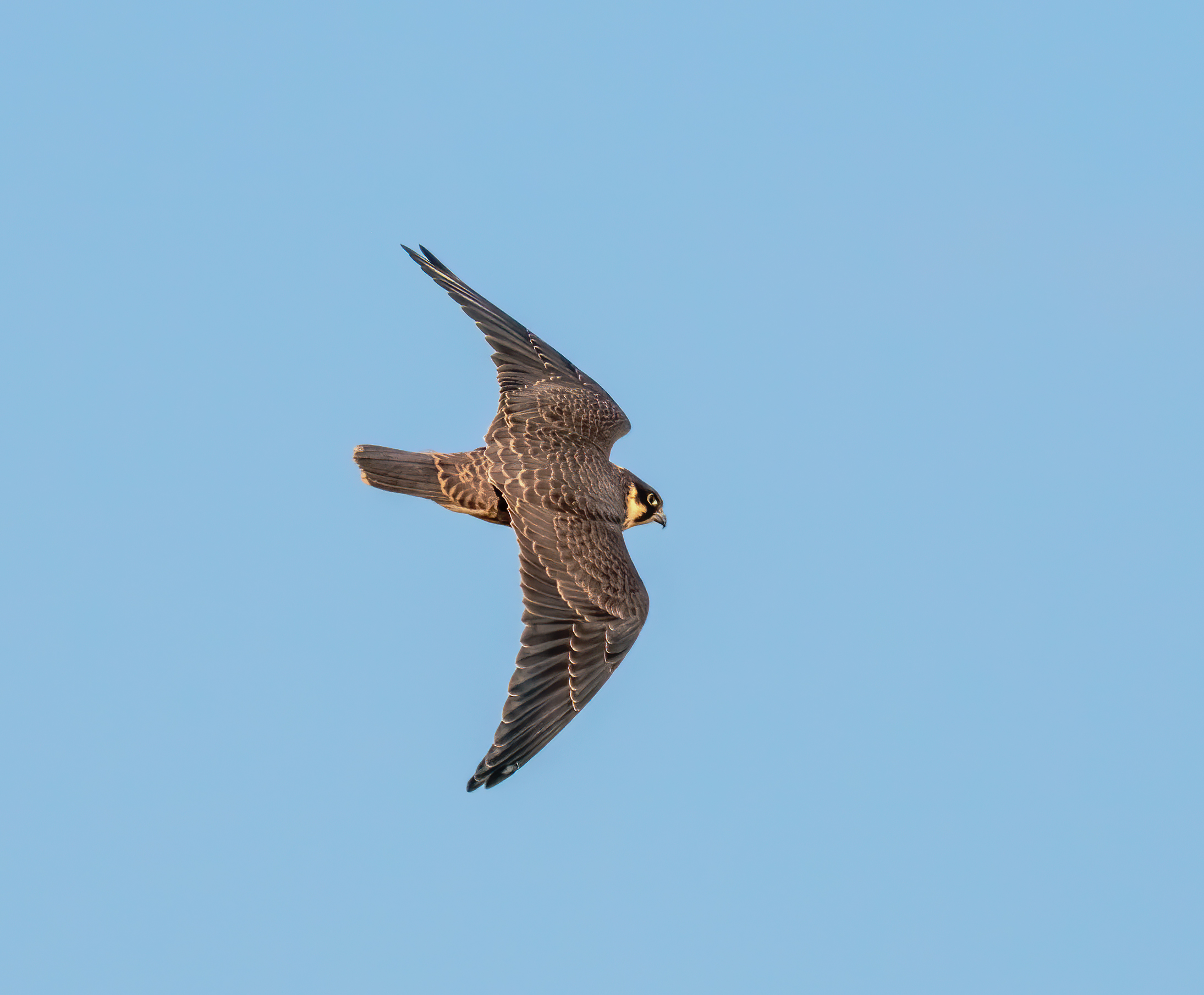
Чорноморський біосферний заповідник, м. Гола Пристань

Зовні дещо нагадує сапсана, проте менший за розміром. Верхній бік тіла сизо-чорний, нижній вохристий, з темними цятками. Горло та щоки зазвичай білі. Голова й «вуса» чорні. Пір'я на ногах і нижньому боці хвоста рудувато-коричневе. Самка більша за самця, але в особин обох статей однакове забарвлення.

## Поширення та місця існування

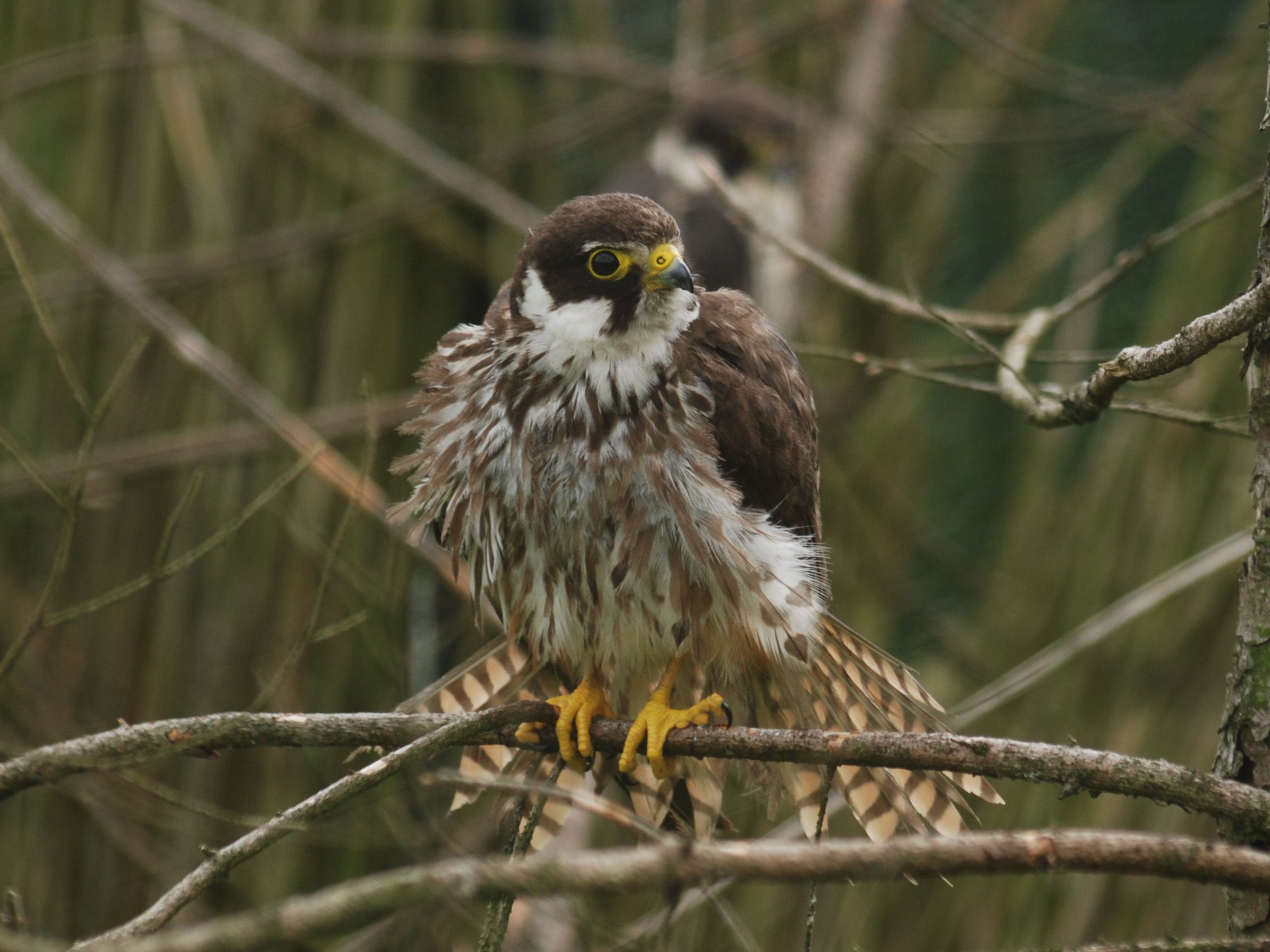

Підсоколик великий гніздиться на обширній території Євразії і Північної Африки.
Віддає перевагу світлим лісам у поєднанні з відкритими ландшафтами. Птахи, що живуть на півдні, гніздяться в заростях кущів або у степах.
На більшій частині ареалу перелітний птах. З Європи птахи летять у Південну Африку. Птахи з Сибіру зиму проводять в Південно-Східній Азії та Індії.

### Поширення в Україні

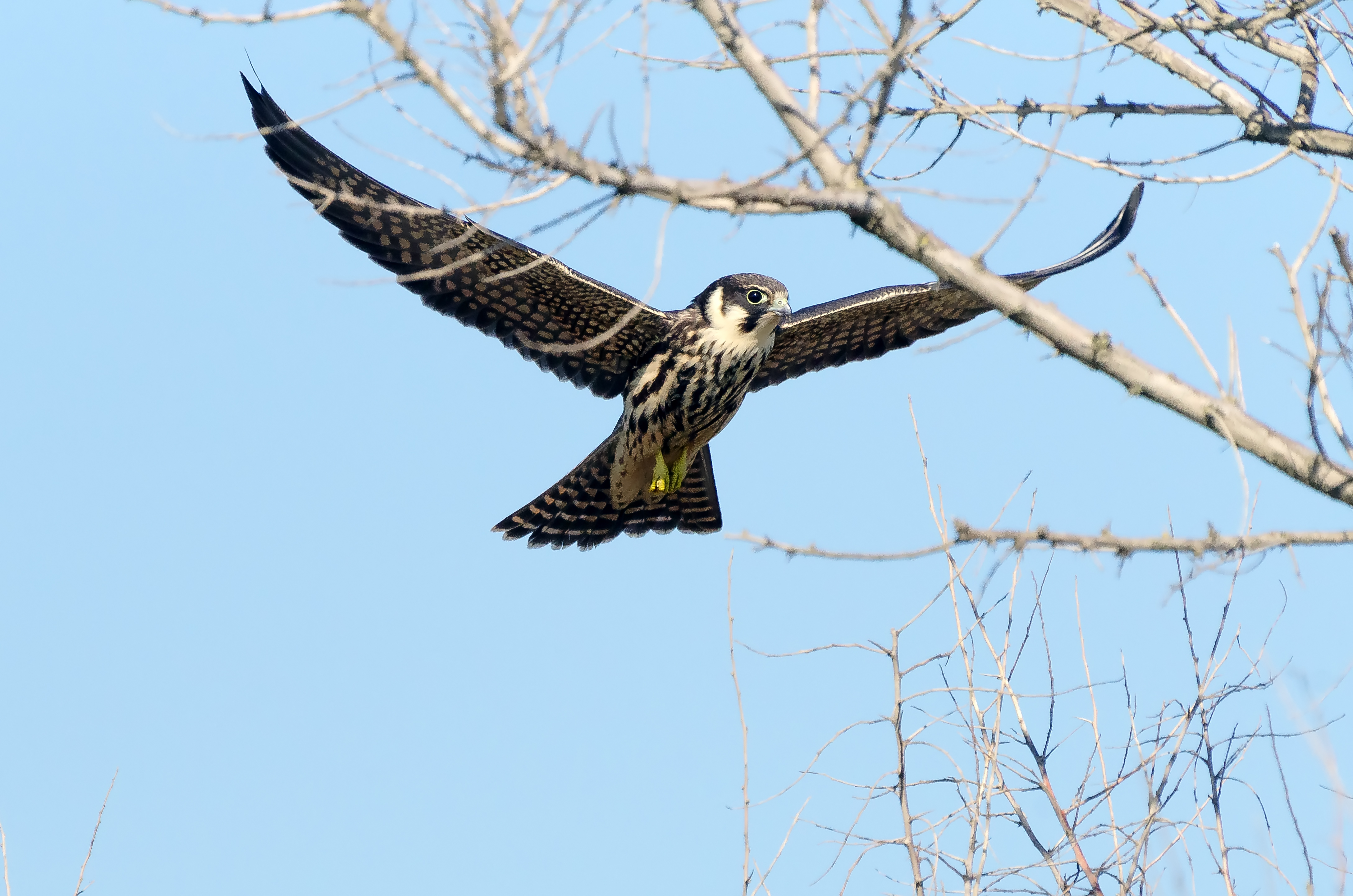
Чорноморський біосферний заповідник, м. Гола Пристань

В Україні підсоколик великий гніздиться на всій території, крім Криму, гніздування можливе в гірській частині Кримського півострова; на Поліссі гніздиться у широколистяних лісах і соснових борах, у великих лісових масивах гніздо звичайно знаходиться поблизу узлісся, а якщо в глибині масиву, то біля просторих галявин чи просік. У лісовій смузі Карпат гніздиться переважно в передгір'ях, але іноді й досить високо в горах. Мігрує на всій території країни.
Біотоп, якому птах надає перевагу - узлісся великих лісів, лісосмуги, гаї серед річкових долин. 

## Гніздування

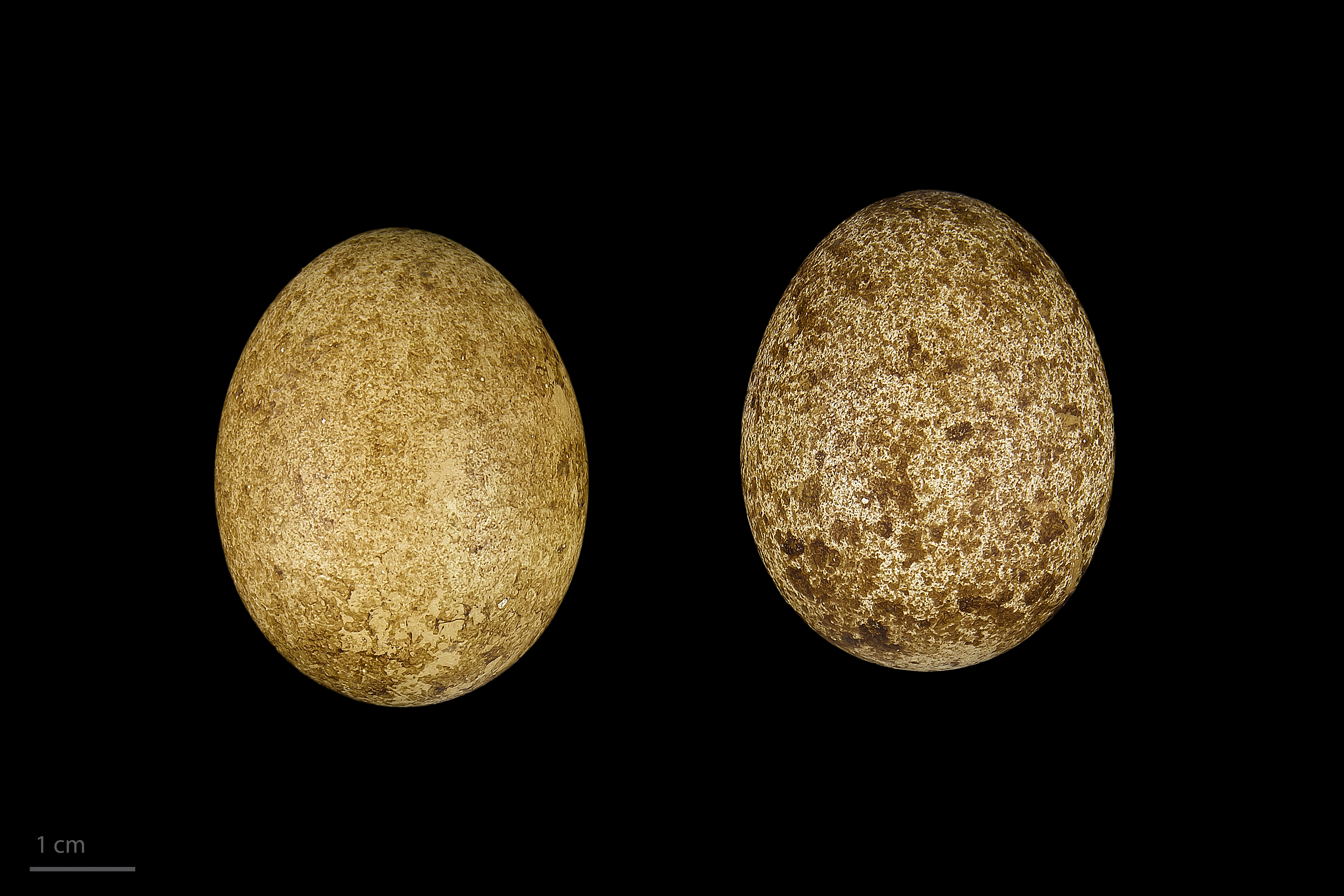
Яйця підсоколика великого в оологічній колекції, Тулузький музей

Токові польоти можна спостерігати наприкінці весни. У польоті самець часто передає самці їжу. Іноді обидва птахи, зчепившись кігтями, кидаються вниз і пролітають близько 10 метрів. Деякі підсоколики великі утворюють пари ще на місцях зимівлі або під час міграцій, інші — відразу після прильоту. Самостійно гнізд не будують, займають покинуте гніздо, зазвичай ворон або круків. До гніздування приступають досить пізно — самка робить кладку зазвичай в останній декаді травня. Вона насиджує яйця приблизно протягом місяця (28-31 день). Пташенята вилуплюються наприкінці червня або на початку липня. Корм для пташенят у цей час добуває самець, а самка годує пташенят. Молоді птахи після вильоту тримаються разом з батьками до осені.

## Живлення
Живиться комахами і дрібними птахами, яких ловить на льоту. Іноді полює також на кажанів.